# Paroxytonon
Paroxytonon (från grekiska παρά bredvid och oxytonon) är en beteckning för ord på antik grekiska som har en akut på andra stavelsen från slutet (penultima).